# Build-A-Bear Workshop
Build-A-Bear Workshop, Inc. é uma varejista americana com sede em Saint Louis, Missouri que vende urso de pelúciase outros animais de pelúciase personagens. Os clientes passam por um processo interativo no qual o bicho de pelúcia de sua escolha é montado e adaptado às suas preferências durante a visita à loja. Essas preferências incluem vários bichos de pelúcia diferentes, além de cheiros, sons e roupas variados. A Build-A-Bear Workshop é a maior rede que opera nesse estilo. O slogan da empresa era "Where Best Friends Are Made" de 1997 a 2013, quando foi alterado para "The Most Fun You'll Ever Make". Desde abril de 2019, a presidente/CEO da empresa é Sharon Price John.